# Jason Bittner
Jason Bittner (Niskayuna, New York, 1970. január 11. –) amerikai metaldobos, az Overkill és a Flotsam and Jetsam jelenlegi, a Shadows Fall és a Stigmata korábbi tagja. Dobosként számos szakmai elismerésben részesült. Többek között a Modern Drummer Magazine olvasói 2004 legjobb feltörekvő dobosának választották, 2005-ben ugyanitt a Best Recorded Performance kategóriát nyerte meg a The War Within albumon nyújtott teljesítményéért, a DRUM! magazin legjobb dobklinikus listáján 2011-ben pedig a 2. helyen végzett.

## Diszkográfia
Stigmata
- Hymns for an Unknown God (1995)
- Pain Has No Boundaries (1998)
- Do Unto Others (2000)
- Stigmata - The Wounds That Never Heal (2009)

Shadows Fall
- The Art of Balance (2002)
- The War Within (2004)
- Fallout from the War (EP, 2006)
- Threads of Life (2007)
- Retribution (2009)
- Fire from the Sky (2012)

Flotsam and Jetsam
- Flotsam and Jetsam (2016)